# Coudun
Coudun is een gemeente in het Franse departement Oise (regio Hauts-de-France) en telt 951 inwoners (1999). De plaats maakt deel uit van het arrondissement Compiègne. Coudun telde op 1 januari 2022 1.054 inwoners.

## Geografie
De oppervlakte van Coudun bedroeg op 1 januari 2022 10,4 vierkante kilometer; de bevolkingsdichtheid was toen 101,3 inwoners per km².

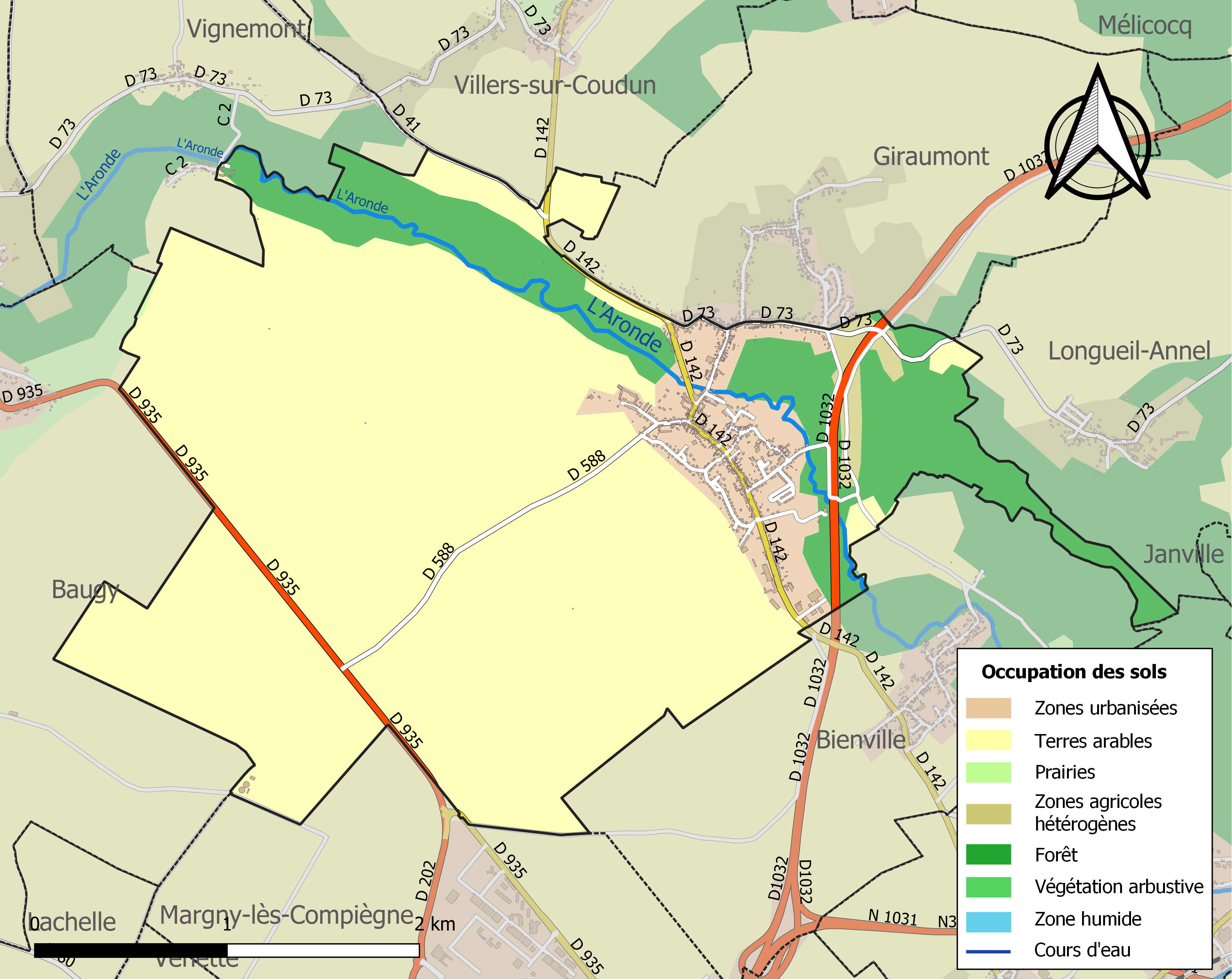
Kaart van de gemeente met belangrijkste infrastructuur, bodemgebruik en omliggende gemeenten

## Demografie
Onderstaande figuur toont het verloop van het inwonertal (bron: INSEE-tellingen).